# Castelnau-d'Anglès
Castelnau-d'Anglès är en kommun i departementet Gers i regionen Occitanien i sydvästra Frankrike. Kommunen ligger i kantonen Montesquiou som tillhör arrondissementet Mirande. År 2022 hade Castelnau-d'Anglès 91 invånare.

## Befolkningsutveckling
Antalet invånare i kommunen Castelnau-d'Anglès
Referens:INSEE